# Port lotniczy Dibrugarh
Port lotniczy Dibrugarh – krajowy port lotniczy położony w Dibrugarhu, w stanie Asam, w Indiach.